# Miguel Ángel Sánchez
Miguel Ángel Sánchez Rodríguez (ur. 7 stycznia 1943 w San José) – kostarykański kolarz szosowy, olimpijczyk.
Uczestnik Letnich Igrzysk Olimpijskich 1968 w Meksyku. Zajął przedostatnie 63. miejsce w wyścigu indywidualnym na czas (jako jedyny kostarykański kolarz ukończył wyścig), a także 27. pozycję w drużynowej jeździe na czas (startowało 30 zespołów).
W 1973 roku zajął 44. miejsce w klasyfikacji generalnej Vuelta a Guatemala. Wielokrotnie startował w Vuelta a Costa Rica. Osiągnął 2. miejsce w klasyfikacji generalnej w 1965 roku, a także 5. lub 6. miejsce w 1970 roku. W 1968 roku uplasował się na 8. miejscu. W całej karierze wygrał sześć etapów tego wyścigu. Był m.in. wicemistrzem Kostaryki.
Jego bratem był José, kolarz i olimpijczyk.